# Dilomilis montana
Dilomilis montana là một loài thực vật có hoa trong họ Lan. Loài này được (Sw.) Summerh. mô tả khoa học đầu tiên năm 1961.